# Millfield (Ohio)
Millfield é um lugar designado pelo censo localizado no condado de Athens no estado estadounidense de Ohio. No Censo de 2010 tinha uma população de 341 habitantes e uma densidade populacional de 227,79 pessoas por km².

## Geografia
Millfield encontra-se localizado nas coordenadas 39° 26′ 09″ N, 82° 05′ 45″ O. Segundo o Departamento do Censo dos Estados Unidos, Millfield tem uma superfície total de 1.5 km², da qual 1.47 km² correspondem a terra firme e (1.9%) 0.03 km² é água.

## Demografia
Segundo o censo de 2010, tinha 341 pessoas residindo em Millfield. A densidade populacional era de 227,79 hab./km². Dos 341 habitantes, Millfield estava composto pelo 95.89% brancos, o 2.05% eram afroamericanos, 0% eram amerindios, 0% eram asiáticos, 0% eram insulares do Pacífico, 0.29% eram de outras raças e o 1.76% pertenciam a duas ou mais raças. Do total da população o 2.35% eram hispanos ou latinos de qualquer raça.